# سوفی کوتن
سوفی کوتن (به فرانسوی: Sophie Cottin) نویسنده قرن هجدهم میلادی اهل فرانسه است.